# Hungerburgbahn

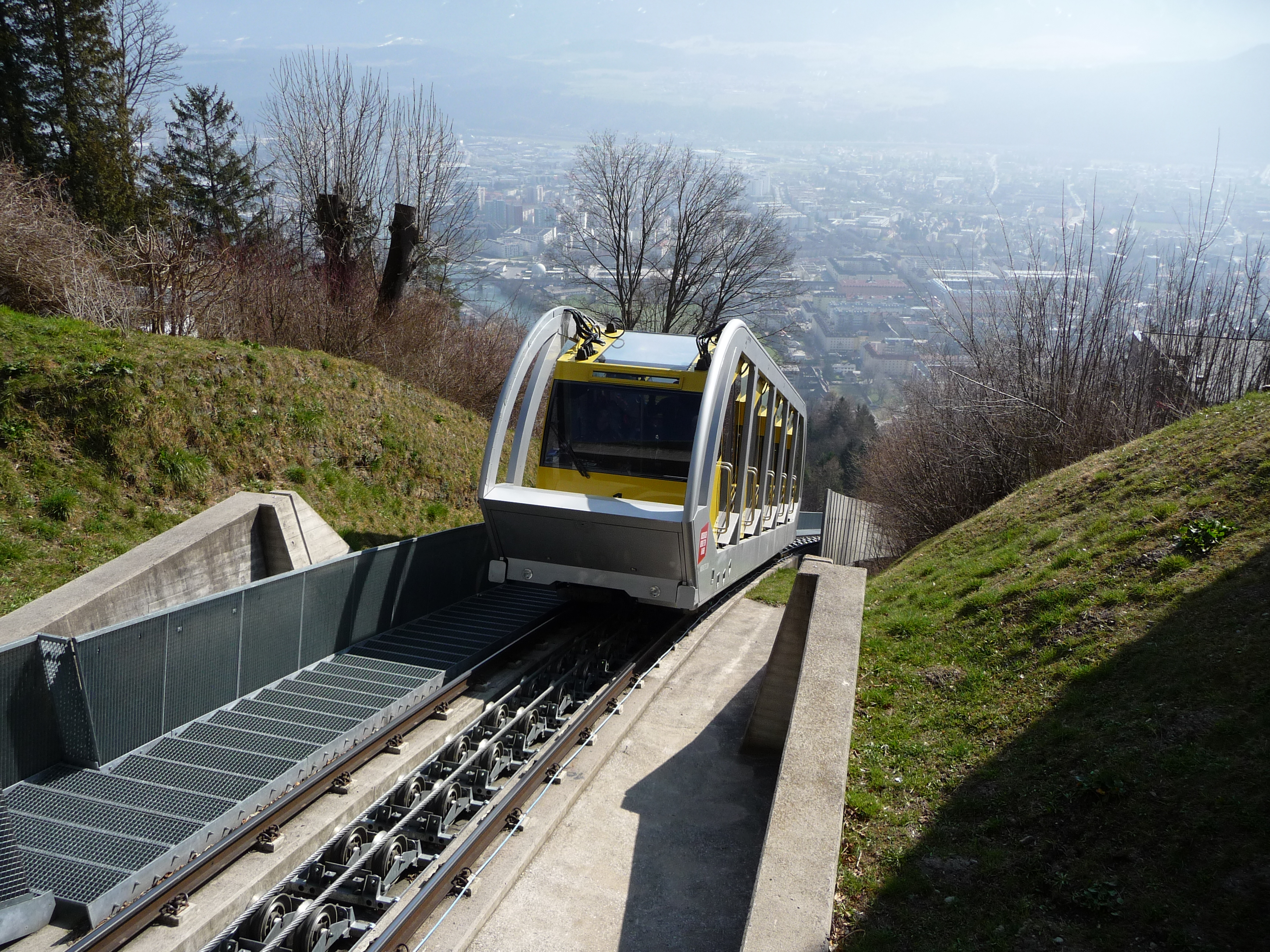
Een kabeltrein op weg naar het bergstation

De   Hungerburgbahn is een kabelspoorweg in Innsbruck gebouwd door Leitner in 2007. De kabelbaan voert van het congresgebouw midden in het centrum van de stad naar Hungerburg, een van oorsprong apart dorp nabij Innsbruck. Onderweg zijn er twee tussenstations: Löwenhaus, voor de brug over de Inn en het station bij de AlpenZoo. De kabelbaan gaat ook deels door een tunnel, deze ligt tussen de brug over de Inn en het AlpenZoo station in. Het station 'Congressgebouw' bevindt zich onder de grond, en de trein moet eerst een tunnel door totdat het station Löwenhaus wordt bereikt. De Hungerburgbahn is de eerste sectie van drie kabelbanen naar de Hafelekar en is onderdeel van het skigebied de Nordkettenbahnen.

## Prestaties
Er zijn twee treinen van 130 personen die de hele tijd in tegenovergestelde richting rijden met 10 meter per seconde. De kabelbaan doet de hele tijd 8 minuten over één ronde. Hiermee kan hij dan zo'n 1000 personen per uur vervoeren. 

## Oude Hungerburgbahn

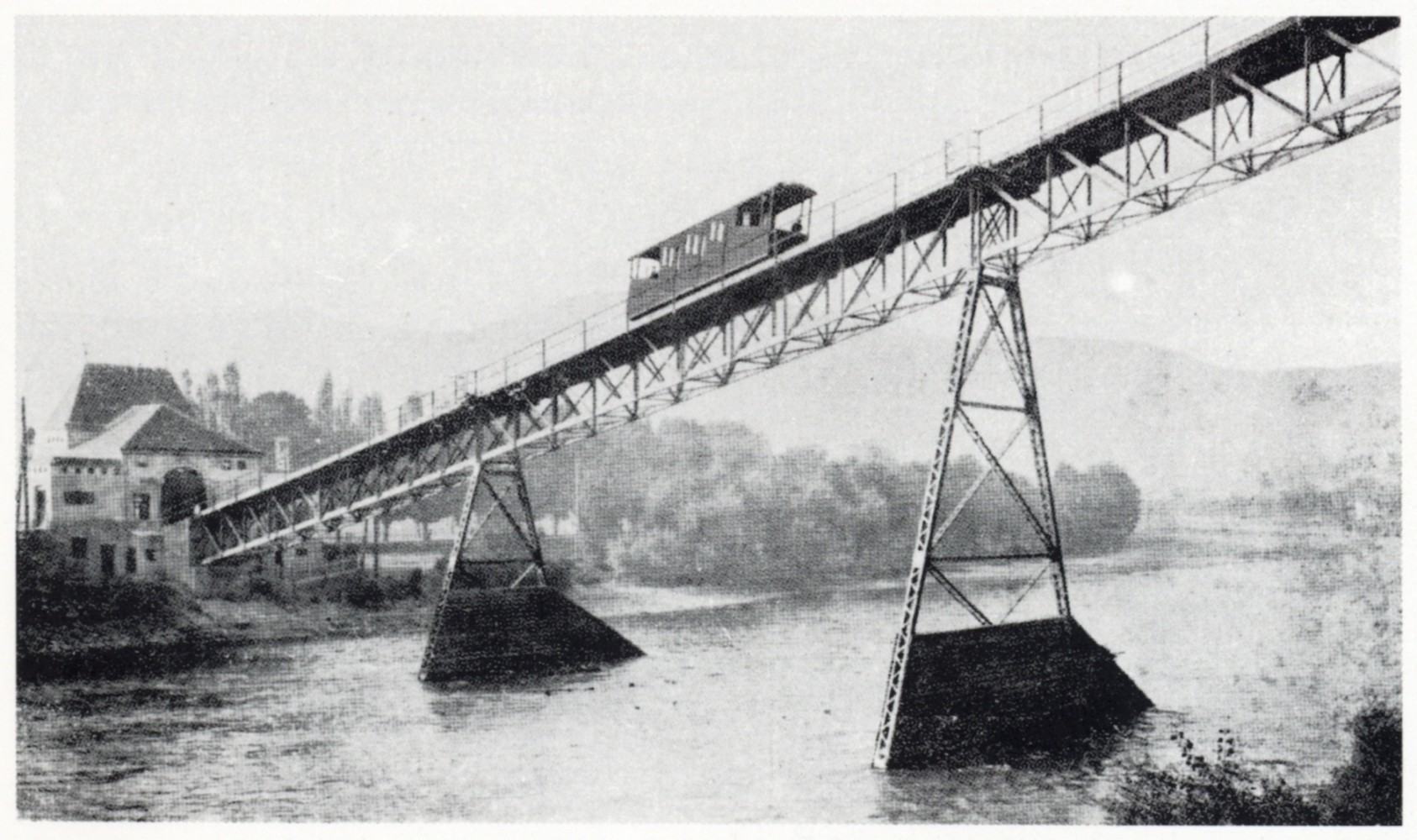
Oude Hungerburgbahn

In 1907 werd de eerste Hungerburgbahn gebouwd, deze is vervangen door de nieuwe Hungerburgbahn in 2007. De oude baan ging 2.5 meter per seconde, en het duurde dan ook 6 minuten voordat hij het 840 meter lange parcours had afgelegd. De oude baan volgde ook een andere route dan de nieuwe baan en had, in tegenstelling tot de nieuwe baan, twee stations. Het oude dalstation is niet meer in gebruik omdat dit op een totaal andere plek ligt dan het nieuwe dalstation. Het is daarentegen niet gesloopt zoals is gebeurd met het bergstation. Het bergstation heeft namelijk plaats moeten maken voor een nieuw gebouw bij het eindpunt van de kabeltrein.